# Muhammad Mustafa Mutawalli
Muhammad Mustafa Mutawalli (ur. 24 sierpnia 1995) – egipski zapaśnik walczący w stylu klasycznym. Dwukrotny olimpijczyk. Zajął piąte miejsce w Tokio 2020 w kategorii 87 kg i czternaste w Paryżu 2024 w tej samej wadze.
Zajął 22. miejsce na mistrzostwach świata w 2022. Srebrny medalista igrzysk afrykańskich w 2023 i brązowy w 2019. Zdobył złoty medal na mistrzostwach Afryki w 2017 i 2019; srebrny w 2020; brązowy w 2016. Dziesiąty na igrzyskach wojskowych w 2019 roku.